# Іштван Барта
Іштван Барта (угор. István Barta, 13 серпня 1895 — 16 лютого 1948) — угорський ватерполіст і плавець.
Олімпійський чемпіон 1932 року, срібний призер 1928 року, учасник 1924 року.